# Dilar formosanus
Dilar formosanus là một loài côn trùng trong họ Dilaridae thuộc bộ Neuroptera. Loài này được Okamoto & Kuwayama miêu tả năm 1920.